# Darin
Darin Zanyar (sinh ngày 2 tháng 6 năm 1987), được gọi đơn giản là Darin, là một ca sĩ pop kiêm nhạc sĩ người Thụy Điển sinh ra ở Stockholm. Anh là một trong những nghệ sĩ bán chạy nhất của Thụy Điển, với tám album số một.

## Cuộc đời và sự nghiệp

### Đầu đời
Darin được sinh ra ở Stockholm, có cha mẹ là người Kurd Shwan và Ashti, đến từ Iraq Kurdistan. Anh lớn lên trong một gia đình âm nhạc và bắt đầu ca hát từ khi còn nhỏ, trích dẫn Michael Jackson, Stevie Wonder và Whitney Houston là một trong những nguồn cảm hứng lớn nhất của anh. Anh bắt đầu viết và thu âm các bài hát từ năm 14 tuổi sau khi được một nhà sản xuất âm nhạc trong trường phát hiện sau buổi biểu diễn.

### 2004–2005: Breakthrough inIdol, "The Anthem" and "Darin"
Darin trở nên nổi tiếng trên toàn quốc vào năm 2004 khi anh tham gia mùa đầu tiên của "Idol" Thụy Điển ở tuổi 16. Anh nhanh chóng trở thành một trong những thí sinh được yêu thích trong chương trình và là người duy nhất nhận được 78% số phiếu bầu công khai tại bán kết. Anh đã kết thúc với vị trí á quân và được SonyBMG ký hợp đồng ngay sau đêm chung kết. Vào tháng 2 năm 2005, album đầu tay The Anthem đã được phát hành. Album đã gặt hái được nhiều thành công khi bước vào Bảng xếp hạng Album Thụy Điển ở vị trí số 1 và cuối cùng được IFPI chứng nhận vàng. Đĩa đơn đầu tiên của anh "Money for Nothing" được sáng tác bởi Robyn và đi thẳng lên vị trí số 1 trên cả bảng xếp hạng đơn và bảng xếp hạng radio. Năm 2005 Darin là người tiếp xúc nhiều nhất với truyền thông trong nước. Họ thường viết về những người hâm mộ cuồng loạn của anh và gọi anh là "Ngôi sao nhạc pop hoàn hảo".
Cuối năm đó, Darin phát hành album tự tựa thứ hai Darin, album này trở thành album đứng đầu bảng xếp hạng thứ hai của Darin và cũng là người đầu tiên được phát hành bên ngoài Thụy Điển, được phát hành ở Phần Lan. Album thứ hai của anh có thành công lớn hơn The Anthem, được chứng nhận bạch kim bởi IFPI. Darin đã làm việc với nhà sản xuất thu âm RedOne trong khi tạo ra album, sau đó phát hành bản bán bạch kim "Step Up", đã dành tổng cộng 26 tuần cho Sverigetopplistan và cũng là đĩa đơn đầu tiên được phát hành ở Phần Lan. Hơn nữa, album bao gồm các đĩa đơn "Who's That Girl" và "Want Ya!".

### 2006: Giải thưởng NRJ vàBreak the News
Vào năm 2006, Darin đã giành giải Grammy Thụy Điển cho bài hát của năm, "Rockbjörnen" dành cho nam nghệ sĩ xuất sắc nhất, 2 Giải thưởng NRJ châu Âu, Giải thưởng Lựa chọn nhí của Nickelodeon và cũng đã đi ra ngoài trong tour diễn lớn đầu tiên của mình có tên Step Up to the Party Tour. Cuối năm đó, anh phát hành DVD đầu tiên của mình, Tour Video Interview, chủ yếu là DVD buổi hòa nhạc từ tour diễn. Vào tháng 11 năm 2006, Darin đã phát hành album thứ ba Break the News. Album đã đi thẳng lên vị trí số 1 trên bảng xếp hạng Album Thụy Điển và đã được chứng nhận vàng ngay ngày đầu tiên. Album bao gồm các đĩa đơn "Perfect", "Everything But the Girl", "Desire" và "Insanity", hai trong số đó chỉ là bản phát hành kỹ thuật số. Trong album này, Darin đã làm việc với một số nhà sản xuất lớn nhất thế giới, Max Martin, chẳng hạn.

### 2007–2009: Châu Âu vàFlashback
Sau thành công ở Thụy Điển, Darin đã ký hợp đồng thu âm mới với EMI Đức để phát hành đĩa đơn ở Đức, Áo và Thụy Sĩ. Vào tháng 8 năm 2007, đĩa đơn "Insanity" của Darin đã được phát hành ở Đức, Áo và Thụy Sĩ và là một hit ở các vùng lớn của châu Âu. Cùng năm đó, ca sĩ người Anh Leona Lewis đã thực hiện một bài hát "Homeless" của Darins trong album đầu tay của cô. Các bài hát của anh cũng được thực hiện bởi các nghệ sĩ và ban nhạc ở các quốc gia khác như Đức, Nhật Bản, Israel và Ý.
Năm 2008, Darin bắt đầu làm việc cho album phòng thu thứ tư của mình, Flashback, cùng với RedOne. Album được phát hành vào tháng 12 năm 2008 và được xếp hạng ở vị trí thứ 10 tại Thụy Điển, khiến album đầu tiên của Darin không đạt được vị trí số một trong cả nước. Album bao gồm đĩa đơn bán bạch kim số một "Breathing Your Love", song ca với ca sĩ người Mỹ Kat DeLuna, "Runaway" và "What If", một bài hát được phát hành với sự hợp tác của "Friends", một tổ chức từ thiện chống bắt nạt Thụy Điển. Vào tháng 10 năm 2009, Darin đã trình diễn bản cover "Viva la Vida" của Coldplay trên Idol. Bài hát ban đầu không được phát hành dưới dạng đĩa đơn, nhưng sau khi được phát hành như vậy, nó đã đạt vị trí số một trên cả bảng xếp hạng đĩa đơn và bảng xếp hạng radio của Thụy Điển, khiến nó thành công hơn bản gốc của Coldplay ở Thụy Điển.

### 2010: Melodifestivalen vàLovekiller
Vào tháng 11 năm 2009, Darin sẽ tham gia Melodifestivalen, chương trình Thụy Điển quyết định việc quốc gia tham gia Eurovision Song Contest. Darin tham gia với bản ballad giữa tiết tấu "You're Out of My Life", được sáng tác bởi Tony Nilsson và Henrik Janson. Darin đã biểu diễn lần thứ 7 trong Heat 3 của cuộc thi và cuối cùng tiến đến trận chung kết. Darin tham gia trận chung kết Melodifansionen tại Arena Arena ở Stockholm. Anh kết thúc ở vị trí thứ 4 với tổng cộng 117 điểm nhận được hai bộ 12 điểm từ các hiệp hội Hy Lạp và Nga.
Vào tháng 6 năm 2010, Universal Music Sweden đã thông báo rằng vào ngày 18 tháng 8 năm 2010 Darin sẽ sớm phát hành đĩa đơn "Lovekiller" và album phòng thu thứ năm chưa được đặt tên, đầu tiên của anh với Universal Music và sẽ có hai đĩa đơn trước đó là "Viva la Vida" và "You're Out of My Life".
Darin bắt đầu chuyến du lịch mùa hè 17 ngày ở Thụy Điển vào tháng 6 năm 2010 bắt đầu từ Karlshamn.
Album Lovekiller được phát hành vào tháng 8 năm 2010. Album bao gồm các đĩa đơn Viva la Vida, You're Out of My Life, "Can't Stop Love", "Microphone" và "Lovekiller". Album được chứng nhận vàng trong tuần đầu tiên phát hành và đạt vị trí số một trên bảng xếp hạng album Thụy Điển.

### 2012:Så mycket bättrevà Chart record
Vào tháng 2 năm 2012 Darin đã phát hành đĩa đơn "Nobody Knows", đây là đĩa đơn đầu tiên trong album Exit (sắp tới) của anh. Vào tháng 10 năm 2012, đài truyền hình Thụy Điển TV4 đã phát sóng tập đầu tiên của mùa thứ ba của Så mycket bättre kết hợp với Darin, một chương trình truyền hình thực tế trong đó mỗi nghệ sĩ cố gắng thực hiện phiên bản riêng của các nghệ sĩ nổi tiếng khác, với mỗi người được một tập có sự lựa chọn các bài hát của họ được trình diễn bởi các nhạc sĩ khác. Darin đã biểu diễn sáu bài hát trong chương trình: "Stockholm", "En Apa Som Liknar Dig", "I Can't Get You Off My Mind", "Astrologen", "Magdalena" và "Seven Days a Week". Anh đã phá vỡ kỷ lục bảng xếp hạng đĩa đơn Thụy Điển và có 6 bài hát hàng đầu trên iTunes cùng một lúc. Vào tháng 11 năm 2012 trong một cuộc phỏng vấn cho kênh NRJ Radio của Thụy Điển, Darin tuyên bố rằng album tiếp theo của anh hy vọng sẽ được phát hành vào cuối tháng 1 năm 2013. Nó sẽ chứa 11-12 bài hát và nó sẽ là một sự pha trộn giữa nhạc pop, RnB và club music. Vào ngày 21 tháng 11 năm 2012 Sony Music Thụy Điển đã phát hành một bộ sưu tập các bài hát của Darin trong bốn album do Sony phát hành. Det bästa av (The Best Of) có 16 bài hát, một số bài hát đơn và một số bài hát trong album.

### 2013:Exit
Đầu năm 2013, Darin đã phát hành album mới Exit khỏi vị trí số một trên bảng xếp hạng album Thụy Điển và trở thành album số một thứ năm của anh. Darin đã dành một đến hai tháng ở Mỹ để làm việc với các nhà sản xuất và nhạc sĩ nổi tiếng trên toàn thế giới như Jim Beanz, The Jackie Boyz, Victoria "Lady V" Horn để thực hiện album. Exit bao gồm các bài hát "Nobody Knows", "Playing With Fire", "Check You Out" và "Before I Pass Out", với phần sau chứa các tính năng của rapper Lil Jon.
Vào năm 2013, một đĩa đơn mới mang tên "So Yours" đã được phát hành ở châu Âu do một màn trình diễn trong khoảng thời gian trong trận bán kết thứ hai của Eurovision Song Contest 2013 ở Malmö được khoảng 108 triệu người xem trên toàn thế giới nhìn thấy. Chủ đề của hành động khoảng là "Giọng hát Pop Thụy Điển". Vào tháng 3 năm 2013 Darin đã thông báo qua Twitter rằng anh đã ở Los Angeles để ghi lại một video âm nhạc cho đĩa đơn quốc tế.
Vào mùa thu, Darin đã tới Philippines để quay bộ phim tài liệu En resa för livet cùng với SOS Children's Villages và ba nghệ sĩ khác, Eagle-Eye Cherry, Sophie Zelmani và Uno Svenningsson để gây chú ý đến sự nghèo đói ở nước này và cũng cố gắng thu được và thu thập càng nhiều nhà tài trợ càng tốt cho trẻ em trong làng trẻ em. Darin và Eagle-Eye Cherry cũng đã viết và hát bài hát chính "Dream Away" cho bộ phim tài liệu được phát sóng trên TV4. Tất cả các khoản thu đã được chuyển đến SOS Children's Villages.

### 2014–2016:Fjärilar i Magenvà Dex Music
Vào năm 2014, chương trình truyền hình Thụy Điển Idol nơi Darin đã có bước đột phá mười năm trước đó, đã tổ chức lễ kỷ niệm cho anh bằng cách đưa ra một trong những trận chung kết một chủ đề Darin, nơi các thí sinh được hát những bài hát của anh tự chọn.
Trong mùa thu, anh cũng bắt đầu viết những bài hát mới bằng tiếng Thụy Điển lần đầu tiên. Anh đã lấy cảm hứng bằng cách thu âm một bài hát tưởng nhớ đến Ted Gärdestad trong phòng thu Atlantis ở Stockholm, nơi ABBA cũng thu âm hầu hết các album của họ và anh muốn thu âm giống như cách họ đã làm. Vào tháng 3 năm 2015, Darin đã phát hành đĩa đơn đầu tiên "Ta mig tillbaka" từ album Thụy Điển (lúc đó) sắp phát hành của anh Fjärilar i Magen. Đó là lần đầu tiên anh thu âm một bài hát chỉ bằng các nhạc cụ âm thanh, điều này đã tạo cho sản phẩm một âm thanh khác với những gì anh có trước đây. Lời bài hát là một câu chuyện tự truyện về thời thơ ấu của anh và lớn lên vào những năm 1990. Đĩa đơn đã tăng gấp 4 lần bạch kim và là bài hát được phát trực tiếp nhất ở Thụy Điển năm đó.
Album Fjärilar i Magen được phát hành vào tháng 9 năm 2015 bởi công ty thu âm Dex Music của Darin và trở thành album số một thứ sáu của anh tại Thụy Điển. Vào năm 2015, Darin đã được Sony Music ký hợp đồng với tất cả các quốc gia châu Á, bao gồm cả Trung Đông cho album tiếng Anh trước đây của anh Exit.

### 2017–2019:Tvillingenvà Darin Arena Tour
Darin tiếp tục sáng tác nhạc bằng tiếng Thụy Điển và phát hành album phòng thu thứ tám Tvillingen, vào ngày 24 tháng 11 năm 2017. Album rất thành công ở Thụy Điển, đạt vị trí số một trên Bảng xếp hạng Album Thụy Điển. Hai đĩa đơn trong album đặc biệt thành công: "Tvillingen" và "Ja må du leva", cả hai đều bán được gấp 2 lần bạch kim ở Thụy Điển. Darin sau đó đã phát hành một số ít các đĩa đơn: "Astronaut", "Identitetslös", "Hög", "Finns inga ord" và "En säng av rosor", với bản cuối cùng là đĩa đơn mới nhất của anh, nó được phát hành vào ngày 7 tháng 2 năm 2020. Đĩa đơn đạt vị trí thứ 7 trên bảng xếp hạng đĩa đơn của Thụy Điển và được chứng nhận bạch kim vào tuần 18 năm 2020. Darin đã mô tả bài hát "Identitetslös" của mình là bài hát cá nhân nhất của anh và đã đề cập rằng bài hát này bị mất và không biết bạn thuộc về nơi nào. Anh nói thêm rằng luôn có "xung đột nội tâm" trong anh, đề cập đến lịch sử của anh là một người nhập cư ở Thụy Điển.

### 2024–nay
Vào ngày 22 tháng 3, 2024, Darin cho ra mắt đĩa đơn "Electric"; đĩa đơn sau đó được đưa vào BBC Radio 2's New Music Playlist, nằm trong B List.

## Hợp tác khác
- Ngoài việc là một người biểu diễn thành công, Darin còn là một nhạc sĩ thành lập. Năm 2009, "Love Struck", một bài hát do Darin và David Jassy đồng sáng tác, đã trở thành đĩa đơn chính thức đầu tiên cho nhóm nhạc nam V Factory của Mỹ.
- Năm 2007, Leona Lewis đã cover lại bản ballad "Homless" của Darin cho album đầu tay Spirit của cô.[24]
- Năm 2009, Darin đã biểu diễn bài hát Se på mej tại Melodifansionen 2009 như một vở diễn xen kẽ.
- Vào tháng 6 năm 2010, Darin đã được đài truyền hình Thụy Điển SVT yêu cầu thu âm một bài hát được viết đặc biệt "Can't Stop Love" cho Đám cưới Vương thất của Thái nữ Victoria và Daniel Westling.
- Năm 2010, bài hát "Foolish" ban đầu được thu âm cho album Lovekiller và được sáng tác bởi Darin với Tony Nilson đã được Shayne Ward thu âm cho album Obsession của anh.[25]
- Darin đã viết bài hát dành cho người chiến thắng Idol 2011 All This Way cho người chiến thắng cuối cùng Amanda Fondell.
- Darin đã viết một bài hát tên là "Turn It Up", ban đầu trong danh sách ca khúc của Lovekiller, nhưng đã đưa nó cho nhóm nhạc nữ người Anh, A Girl Called Alice.
- Darin đã đồng sáng tác bài hát "Under The Radar" với Tony Nilsson và Teddy Sky. Đó là đĩa đơn đầu tiên của nghệ sĩ Qpid.[26]
- Vào tháng 10 năm 2011, Darin đã tham gia viết một bài hát mới cho ca sĩ người Thụy Điển Eddie Razaz, có tựa đề "Let Me In".[27]

## Đời tư
Đầu tháng 8 năm 2020, Darin công khai là người đồng tính. Anh sống ở Palma de Mallorca.

## Danh sách đĩa hát

### Album
- The Anthem (2005)
- Darin (2005)
- Break the News (2006)
- Flashback (2008)
- Lovekiller (2010)
- Exit (2013)
- Fjärilar i magen (2015)
- Tvillingen (2017)
- En annan jag (2023)

## Giải thưởng
Darin đã nhận được một số giải thưởng trong suốt sự nghiệp của mình, bao gồm:
- Một giải Grammis năm 2006, Rockbjörn (giải thưởng Rock bear)
- Giải thưởng Lựa chọn Nhí Nickelodeon
- Giải thưởng The Voice 06 tại Thụy Điển
- Giải thưởng NRJ cho bài hát Bắc Âu hay nhất ở Phần Lan
- Giải thưởng người Kurd của năm 2005
- Nghệ sĩ của Năm tại QX Gaygalan Awards vào năm 2013[34]
- LGBTQ của Năm và Bài hát của Năm cho "En säng av rosor" tại QX Gaygalan Awards vào năm 2021[35]
- Award PMI tại Power Hits Estate cho Siêu sao vào năm 2022